# كراتيروصوريات
كراتيروصوريات (تعني زواحف أو زواحف وعائية) كانت جنسًا من الديناصور ستيغوصوريات. عاشت خلال أوائل العصر الطباشيري الفالانجيني إلى مراحل الباريمي منذ حوالي 145-136 مليون سنة. تم العثور على حفرياته في تكوين رمال وبرن في إنجلترا. قد يكون الكراتيروصوريات في الواقع مرادفًا صغيرًامن تصنيف الريجنوسورس، ولكن تم استرداد حفرية واحدة فقط، كفقرة جزئية.